# Отровна галерина
Отровната галерина (Galerina marginata) е вид отровна базидиева гъба от семейство Hymenogastraceae.

## Описание
Шапката достига до 4 – 7 cm в диаметър. Първоначално е звънчевидна или полукълбовидна, за известно време с малка гърбица, с остатъци от покривалото по периферията, а по-късно става почти плоска, гладка. на цвят е медено- до ръждивокафява или жълто-охрена. Пънчето достига дължина 7 cm и е тънко, цилиндрично, охрено-кафяво, като със стареенето преминава към тъмнокафяво. Пръстенчето е сраснато с пънчето. Месото е тънко, меко и има мирис и вкус на брашно. Гъбата е силно отровна. Съдържа алфа-аманитин и е сравнима със зелената мухоморка по токсичност.

## Местообитание
Среща се през август – октомври поединично, на групи или на кичури върху иглолистна, много рядко широколистна дървесина, както и върху дънери.